# Deep Blue Something
Deep Blue Something est un groupe de rock américain, notamment connu pour leur chanson Breakfast at Tiffany's sortie en 1995.

## Discographie

### Albums studio
- 1993 : 11th Song
- 1994 : Home
- 1998 : Byzantium
- 2001 : Deep Blue Something
- 2007 : Byzantium

### Singles
- 1995 : Breakfast at Tiffany's
- 1996 : Halo
- 1996 : Josey
- 1998 : She Is